# Dave Dresden
Dave Dresden es un DJ y productor de música electrónica, previamente miembro del dúo Gabriel & Dresden junto a Josh Gabriel, y actualmente una parte del conjunto de Dresden & Johnston con Mikael Jonston del grupo Mephisto Odyssey.

## Biografía

### 1990-2000: Comienzo de profesión
Dave Dresden demostró su apreciación por la música electrónica en sus años de secundaria ya que frecuentaba various clubs locales en Connecticut. En el club Café encontró a Moby, un DJ local en ese tiempo, el cual impulso a Dresden a infiltrarse al ambiente de la música electrónica cuya cultura se convertiría en su obsesión. Luego de su experiencia como aficionado, Dresden compró un par de reproductores de CD controlados por afinación para poder lanzarse como DJ. Dresden rápidamente cultivo el conocimiento de tocar las canciones correctas en el momento correcto. Comenzó a tener presentaciones en los clubs locales hasta cinco veces por semana en las noches, ya que en el día trabajaba como periodista de música dance. Dresden fue nombrado reportero del sector de música dance y electrónica de Billboard, y comenzó a escribir muchas críticas y reportes que aparecieron en revistas nacionales como DMA, DJ Times, y Mixer. Dresden formó el perfil de DJs y artistas como Paul Oakenfold, Moby, Masters at Work, Todd Terry, Sasha & Digweed, Puff Daddy, BT, Crystal Method, Keoki, Josh Wink, Chemical Brothers, y Deep Dish. Muchos de estos artistas iniciaron su carrera en los Estados Unidos por medio de los esfuerzos de Dresden.
Con la afiliación respetada de las publicaciones logró conseguir acceso menos complicado a la música electrónica, la cual a pesar de la prensa permanecía clandestina. Dresden regularmente contribuía con sus habilidades de A&R, Artista y Repertorio, el conseguía las canciones correctas para CD promocionales como las series Mainstream Club y Alternative Club. Durante los años de prenda de Dresden él se encontró con Pete Tong y su presentación de radio Essential Selection en la Radio 1 de BBC. Dresden le demostró a Tong muchas canciones, tres de las cuales se convirtieron "Essential New Tunes", una categoría de Tong para las mejores canciones recientes. La mayoría de las canciones provenían de la disquera Nettwerk y su serie de compilaciones Plastic. Dave produjo varios CD para disqueras independientes como Strictly Hype, 4 Play, y Max Music. Entre esos CD están Sunrise, Trancendecne: The First Wave, y Transit. Luego de probar su habilidad para seleccionar canciones en el momento adecuado, se unió a la familia de la estación de rock moderno WMRQ en su ciudad natal de Hartford. El show titulado Electro Circus duro de 1997 al 2000.
Su carrera como director musical siguió con GrooveRadio, una estación radial de internet durante el año 2000.

## Discografía

### Sencillos
aliases y en grupo
- Girl from Enchilada  (como Attention Deficit) 2001
- Use Only The Drugs (como Attention Deficit) 2003
- Goddess (como Summit) 2004
- New Gold Dream 81-82-83-84 (como The Consumers) 2004
- What (como Attention Deficit) 2006

inéditos
- Chris Cox & Dave Dresden - Whole Wide World 2008
- Morgan Page & Dave Dresden - I've Had Friends (con Jan Burton) 2008
- Dave Dresden & Grayarea - Cloud Atlas 2009

### Compilaciones
- Trancendence: The First Wave 2000
- Provocative Progressive 2002

### Producciones
- Armin van Buuren - Zócalo
- Markus Schulz - Without You Near
- Christina Aguilera - Hurt (Chris Cox Club Anthem)